# 範氏荷包魚
範氏荷包魚（學名：Chaetodontoplus vanderloosi），為輻鰭魚綱鱸形目鱸亞目蓋刺魚科的其中一個種，被IUCN列為瀕危保育類動物。分布於西太平洋巴布亞紐幾內亞海域，深度6-9公尺，為熱帶海水魚，本魚成魚體色主要為黑色，頭部和鄰近背部前部淺灰色；尾鰭黑色，後緣有寬黃色邊緣。幼魚主要是黑色，從鼻子到額頭有黃色條紋，從背鰭前部到臀鰭亦具有一黃色斜帶，背鰭具寬黃色邊緣，尾鰭黃色帶有黑色邊緣，背鰭硬棘8枚；背鰭軟條17枚；臀鰭硬棘3枚；臀鰭軟條17枚，體長可達12.5公分，棲息在珊瑚礁區，屬肉食性，可作為觀賞魚。